# Sedilo
Sedilo (sardisk: Sèdilo) er en by og en kommune (comune) i provinsen Oristano i regionen Sardinien i Italien. Byen ligger i 283 meters højde og har 2.122 indbyggere (2016). Kommunen har et areal på 68,45 km² og grænser til kommunerne Aidomaggiore, Bidonì, Dualchi, Ghilarza, Noragugume, Olzai, Ottana og Sorradile.